# Bathropsis plazai
Bathropsis plazai là một loài ruồi trong họ Asilidae. Bathropsis plazai được Kaletta miêu tả năm 1986. Loài này phân bố ở vùng Tân nhiệt đới.